# Brownlowia glabrata
Brownlowia glabrata là một loài thực vật có hoa trong họ Cẩm quỳ. Loài này được Stapf ex Ridl. mô tả khoa học đầu tiên năm 1938.